# Culex belkini
Culex belkini é um espécie de mosquito do Género Culex, pertencente à família Culicidae.